# Región de Ouaddaï
Ouaddaï o Waddaí es una de las 23 regiones de Chad (Decretos n.º 415/PR/MAT/02 y 419/PR/MAT/02), y su capital es Abéché. Fue formada a partir de la antigua prefectura de Ouaddaï. Sus grupos étnicos principales son los árabes y los maba. La economía se basa en la agricultura de subsistencia y la ganadería. El actual gobernador de la región es Mahamat Béchir Okorimi, quien tomó posesión del cargo en 2017.

## Subdivisiones
La región de Ouaddaï se encuentra dividida en 3 departamentos:
| Departamento | Capital | Subprefecturas                                                  |
| ------------ | ------- | --------------------------------------------------------------- |
| Abdi         | Abdi    | Abdi, Abkar Djombo, Biyeré                                      |
| Assoungha    | Adré    | Adré, Hadjer Hadid, Mabrone, Borota, Molou, Tourane             |
| Ouara        | Abéché  | Abéché, Abougoudam, Chokoyan, Bourtaïl, Amleyouna, Gurry, Marfa |

## Separación
En el año 2008, se creó la Región de Sila, reduciéndose el tamaño de Ouaddaï.